# Мировые рекорды на дистанции 1500 метров вольным стилем у мужчин в 25-метровом бассейне
 Прогресс мировых рекордов на дистанции 800 метров вольным стилем у мужчин в 25-метровом бассейне. Первый мировой рекорд в плавании у мужчин в 25-метровом бассейне был зарегистрирован Международной Федерацией плавания ФИНА в 1988 году.
Обвал мировых рекордов в плавании в 2008/2009 совпал с введением полиуретановых костюмов от Speedo (LZR, 50 % полиуретана) в 2008 году и Arena (X-Glide), Adidas (Hydrofoil) и итальянского производителя плавательных костюмов Jaked (все 100 % полиуретана) в 2009 году. Запрет ФИНА на плавательный костюм из полиуретана вступил в силу в январе 2010 года.;
Прогресс мировых рекордов на дистанции 1500 метров вольным стилем у мужчин в 25-метровом бассейне
| Номер | Время    | Инфо | Имя                   | Национальность | Дата             | Соревнование        | Место                       | Прим. |
| ----- | -------- | ---- | --------------------- | -------------- | ---------------- | ------------------- | --------------------------- | ----- |
| 1     | 14.32.40 |      | Кирен Перкинс         | Австралия      | 12 Февраля 1992  | Grand Prix          | Канберра, Австралия         |       |
| 2     | 14.26.52 |      | Кирен Перкинс         | Австралия      | 14 июля 1993     |                     | Окленд, Новая Зеландия      |       |
| 3     | 14.19.55 |      | Грант Хакетт          | Австралия      | 27 сентября 1998 | Чемпионат Австралии | Перт (Австралия), Австралия |       |
| 4     | 14.10.10 |      | Грант Хакетт          | Австралия      | 7 августа 2001   | Чемпионат Австралии | Перт, Австралия             |       |
| 5     | 14.08.06 |      | Грегорио Пальтриньери | Италия         | 4 декабря 2015   | Чемпионат Европы    | Нетания, Израиль            |       |
| 6     | 14.06,88 |      | Флориан Веллброк      | Германия       | 21 декабря 2021  | Чемпионат мира      | Абу-Даби, ОАЭ               | [ 2 ] |

Рекорды зафиксированные не в финальных заплывах:
эстафета — э;
полуфинал — ½